# کوتله (دهانه)
کوتله یک دهانه برخوردی در ماه‌ است.

## دهانه‌های اقماری
این دهانه ۱ دهانه اقماری دارد.
| Quetelet | عرض جغرافیایی | طول جغرافیایی | قطر          |
| -------- | ------------- | ------------- | ------------ |
| T        | ۴۲.۸° N       | ۱۳۷.۶° W      | ۴۶.۰ کیلومتر |